# Wendelsteinbahn
Le Wendelsteinbahn est un chemin de fer à voie métrique et à crémaillère, situé dans les Alpes bavaroises. La ligne relie la gare de Talbahnhof Waching à la gare de Bergbahnhof Wendelstein. Avec le Chemin de fer de la Zugspitze, le chemin de fer du Drachenfels et le train à crémaillère de Stuttgart, le Wendelsteinbahn est l'une des quatre dernières lignes à crémaillère en service en Allemagne et le plus ancien.

## Matériel roulant
Début de construction: 29.3.1910
Date de la première mise en service: 12.5.1912
Modernisé en 1987
temps de trajet: 25 min montée, 35 min déscente
capacité: 200 pax/train, 400 pax p.h.
7 tunnels
8 galeries
12 ponts
la plus nouvelle locomotive date de 2022
station Brannenburg: alt. 508m NN 
station Wendelstein: alt. 1723m NN (diff. = 1.217m)
| Matériel roulant | Type et numéros | Nbre | Année de construction | Constructeur(s) | Places assises 1re/2e classe | Remarque(s) | Photo |
| ---------------- | --------------- | ---- | --------------------- | --------------- | ---------------------------- | ----------- | ----- |
| Automotrices     | Beh 4/8 11-12   | 2    | 1990                  | SLM             | - /                          |             |       |

## Sources
- (de) Cet article est partiellement ou en totalité issu de l’article de Wikipédia en allemand intitulé « Wendelsteinbahn » (voir la liste des auteurs).